# Sericia feducia
Sericia feducia är en fjärilsart som beskrevs av Stoll 1790. Sericia feducia ingår i släktet Sericia och familjen nattflyn. Inga underarter finns listade i Catalogue of Life.